# Municipi nou
A França, un municipi nou (francès: commune nouvelle) és un municipi que resulta de la fusió de municipis anteriors. L'estatut de municipi nou va ser creat el desembre 2010 al nou codi de l'organització territorial. Aquesta llei vol fomentar l'agrupació de municipis i reemplaça la llei sobre els municipis associats (commune associée) del 1971. La llei recolza en el respecte de l'autonomia municipal i la decisió voluntària dels municipis que volen associar-se.
Permet que o sia una mancomunitat existint (Établissement public de coopération intercommunale (EPCI) o uns municipis contigus es converteixen en «municipi nou». França, l'any 2007 encara tenia 36.780 municipis independents, el que resultava de moltes entitats petites. El 35,2% tenien menys de 200 veïns, el que en dificulta una administració eficaç i és molt superior a la situació als altres països europeus, que des dels anys 1950 van tenir moviments de fusió. Es poden crear municipis nous entre entitats que es troben en regions, departaments i cantons diferents, encara que en aquest cas s'ha de seguir un procediment per canviar-ne els límits.
El consell municipal del municipi nou pot decidir d'atorgar l'estatut de municipi delegat i descentralitzar certes tasques de gestió local.